# Encephalartos woodii
Encephalartos woodii là một loài tuế trong chi Encephalartos, đặc hữu của rừng oNgoye tại KwaZulu-Natal, Nam Phi. Nó là một trong những loài cây quý hiếm nhất trên thế giới, đã tuyệt chủng trong tự nhiên, với tất cả các cá thể đều là cây nhân bản. Loài này được Sander mô tả khoa học đầu tiên năm 1908.